# شورای امنیت تاجیکستان
شورای امنیت تاجیکستان یک گروه مشورتی دولتی تاجیکستان است که تحت نظر دفتر اجرایی رئیس‌جمهور این کشور فعالیت می‌کند. این شورا به رئیس‌جمهور در مورد مسائل و موضوعات امنیت ملی مشاوره می‌دهد. شورای امنیت تاجیکستان در سال ۲۰۰۳ به ریاست رئیس‌جمهور تاجیکستان تشکیل شد. این شورا قبل از اینکه زیر نظر رئیس‌جمهور به فعالیت بپردازد، در سابق و تا ماه ژوئن ۲۰۱۸ یک سازمان مستقل بود. دبیر شورای امنیت از مارس ۲۰۱۹، نصرالله محمودزاده بوده است. اساساً این نهاد، نهادی تشکیل‌دهندهٔ رهبری نظامی و امنیتی است که برای اجرای سیاست‌های داخلی و خارجی در حوزه امنیت ملی، راهکار ارائه می‌دهد.